# Alhalli, Chitapur
Alhalli là một làng thuộc tehsil Chitapur, huyện Gulbarga, bang Karnataka, Ấn Độ.